# Surprise
För andra betydelser, se Surprise (olika betydelser).
Surprise är en stad i centrala Arizona med en yta av 274 km² och en befolkning på 143 000 invånare (2020). Det är en förstad till Phoenix.